# Botryosphaeria hyperborea
Botryosphaeria hyperborea är en svampart som beskrevs av M.E. Barr 1970. Botryosphaeria hyperborea ingår i släktet Botryosphaeria och familjen Botryosphaeriaceae.   Inga underarter finns listade i Catalogue of Life.